# Діагностичний і статистичний посібник з психічних розладів

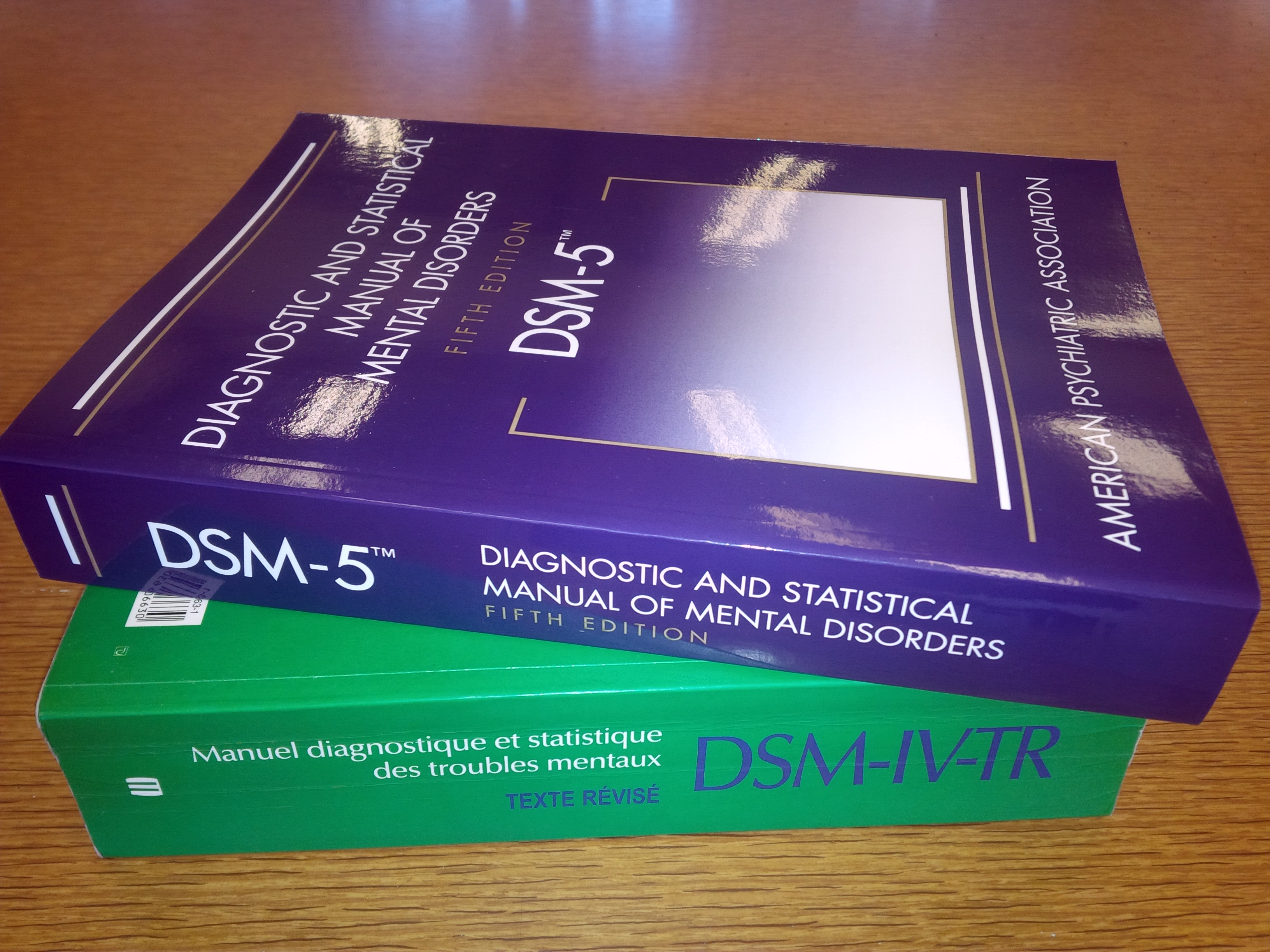
DSM-IV-TR (французька мова) и DSM-5.

Діагностичний і статистичний посібник з психічних розладів (англ. Diagnostic and Statistical Manual of mental disorders — DSM) — це посібник з діагностики і статистики, довідники, розроблені Американською психіатричною асоціацією (АПА/APA). Вони містять реєстри і опис психіатричних діагнозів, аналогічні керівництвам Міжнародного класифікатора хвороб (МКХ). Остання версія класифікатора — DSM-5 2013 року, оновлена у 2022 році під назвою DSM-5-TR.

## Історія
DSM змінювалися по мірі змін переважаючих концепцій психічних розладів.
DSM-I (1952) відображала вплив Адольфа Маєра на американську психіатрію і класифікувала психічні розлади як різноманітні «реакції» на стресори.
З DSM-II (1962) концепція реакцій була виключена, але вона була відображенням сильного впливу психодинамічної теорії. У DSM-II гомосексуальність була сексуальним відхиленням, але в наступному виданні (DSM-III) вона стала розцінюватися як норма. Видалення гомосексуальності з реєстру психічних розладів відбувалося у формі голосування президії Американської психіатричної асоціації 15 грудня 1973 року. Гомосексуальність була замінена на егодистонічну гомосексуальність, а в наступному виданні DSM-III-R егодистонічна гомосексуальність зникла як діагностична категорія.
DSM-III (1980) означала перелом в розвитку системи класифікації. У ній був намічений емпіричний і феноменологічний підхід до діагнозу, базований на дослідженнях.
Для кодифікації розладів DSM-IV застосовувались коди МКХ-9-КМ (ICD-9-CM). У наступній версії (DSM-5) вказуються два коди: код МКХ-9-КМ і код МКХ-10-КМ для статистичних цілей. МКХ-10: Клінічна модифікація (МКХ-10-КМ) відрізняється від звичайної МКХ-10 також зміненими назвами (наприклад, гебефренічна шизофренія у МКХ-10-КМ названа дезорганізованою шизофренією, як і в DSM).

### DSM-IV
Відповідно до DSM-IV при формулюванні повного діагнозу враховувалися такі фактори (англ. axes, «осі»):
- наявність чи відсутність
  - психічного захворювання (вісь I),
  - фонової психопатії (вісь II),
  - соматичного захворювання (вісь III),
- посилювачі психосоціальних факторів (вісь IV),
- загальний рівень адаптації (вісь V).

#### Багатовісна система, що використовувалася у DSM-IV
- Перша вісь (axis I) містила минущі зворотні порушення, які проявляються і зникають, наприклад фобії, генералізований тривожний розлад, депресії, аддикції і т. д. Ці порушення «симптомні», оскільки пацієнти з порушеннями на даній осі часто виявляють у себе наявність психічних порушень («симптомів»), які їх турбують і потребують лікування.
- Друга вісь (axis II) містила розлади особистості та інші стабільні, практично мало зворотні тривалі психічні розлади, як-от порушення або затримка розумового розвитку. Ставлення пацієнтів до порушень першої осі носить егодістонний, тобто чужий, невластивий его характер, водночас порушення другої осі, зокрема розладів особистості, егосінтонни і розглядаються пацієнтами як властиві їм характерологічні особливості та/або природні реакції на ситуацію, що склалася.
- Третя вісь (axis III) містила перелік фізичних розладів або станів, які можуть спостерігатися у пацієнта з психічними розладами, тобто всі соматичні та психосоматичні захворювання (наприклад, епілепсія, артеріальна гіпертензія, виразкова хвороба шлунка, інфекційні захворювання тощо). Вісь III містила коди, запозичені з Міжнародної класифікації хвороб (МКБ-9).
- Четверта вісь (axis IV) містила перенесені психосоціальні стреси (наприклад, розлучення, травма, смерть кого-небудь з близьких людей), що мають відношення до захворювання; ранжирувалися (окремо для дорослих й окремо для дітей і підлітків) за шкалою з континуумом від 1 (відсутність стресу) до 6 (катастрофічний стрес).
- П'ята вісь (axis V) характеризувала найвищий рівень функціонування, що спостерігався у пацієнта протягом минулого року (наприклад, у громадській, професійній діяльності та психічній активності); ранжування за шкалою з континуумом від 100 (верхня межа) до 1 (грубе порушення функції).

Оскільки етіологія більшості психічних захворювань невідома, Класифікація DSM-IV ґрунтувалася на феноменологічному принципі. Такий підхід практичний, хоча і позбавлений вагомої теоретичної основи.
Орієнтація DSM-IV на суворі робочі критерії зумовила високу надійність психіатричної діагностики та якісніше лікування хворих.
Факт, що психіатричний діагноз є стигмою, яка викликає дискримінацію, що ускладнює соціальну адаптацію і реалізацію передбачених законом прав, визнаний Всесвітньою психіатричною асоціацією.

### DSM-IV-TR
У 2000 році вийшла друком «перероблена» (англ. «text revision», буквально «текстова ревізія») версія DSM-IV, знана як DSM-IV-TR. Діагностичні категорії та переважна більшість конкретних критеріїв для діагностики залишилися незмінними. Оновлено текстові розділи, що надають додаткову інформацію щодо кожного діагнозу, а також деякі з діагностичних кодів, щоб підтримати узгодженість із МКБ.

### DSM-5
Розробка DSM-5 розпочалася у 1999 році, опублікована 18 травня 2013 року. З DSM-5 багатовісну систему скасували. У роботі над DSM-5 брало участь понад 400 експертів із 13 країн різних спеціальностей.

#### Розробка DSM-5
При створенні DSM-5 враховували всі недоліки, що виявили у DSM-IV-TR. Крім цього, у новий класифікатор інтегрували результати останніх клінічних і наукових досягнень у галузі психіатрії. Одним із завдань також було зробити для дослідників і клініцистів використання керівництва зручнішим. У роботі над DSM-5 прийняло понад 400 фахівців різних спеціальностей (психіатрія, неврологія, педіатрія, перша медична допомога, епідеміологія, методологія наукових досліджень і статистика, психологія) з 13 країн.
Як наслідок накопичення нових відомостей про гендерні та культуральні відмінності, експерти вирішили при короткому огляді розділів супутніх кожному набору діагностичних критеріїв, згадувати гендерні, вікові та культуральні аспекти. Майже всі діагностичні категорії у новому посібнику мають ці дані. Оскільки соціальне оточення стурбоване спадковістю, епігенетикою, ризиком виникнення розладів і захисними факторами, у тексті DSM-5 порушуються ці питання.
Також під час розробки нового керівництва враховувалися особливості прояви симптомів у різних культурах. Наприклад, критерій «B» DSM-5 (критерій «A» в DSM-IV-TR) соціального тривожного розладу (англ. social anxiety disorder) був розширений і охоплює страх зганьбитися чи страх самоприниження та тривогу з приводу образи іншими. Цей симптом взятий з японської культури, зокрема хворих японським синдромом тайдзин кьофусе, схожим із соціальним тривожним розладом.

#### Нові генетичні дослідження DSM-5
Оскільки більшість досліджень у галузі генетики та психіатрії, виконані за останні 20 років, вказують на загальну генетичну схильність до виникнення афективних розладів (включно з біполярними) та психотичних, то вони більше не розглядаються як окремі стани.
Також пов'язано з недавніми успішними дослідженнями геному психічних розладів, що виявили загальний поліморфізм генів між психічними розладами: шизофренією, біполярним афективним розладом, синдромом порушення активності та уваги, великим депресивним розладом і розладами аутистичного спектра. Ці стани вирішили виставити як перші чотири розділи DSM-5. Аналогічно автори намагалися групувати психічні розлади з урахуванням досягнень нейронауки більше, ніж психопатології.

#### Співпраця з ВООЗ й АПА у розробці DSM-5
Національний інститут психічного здоров'я США організовував зустрічі та конференції з експертами Всесвітньої організації охорони здоров'я, їхня мета — удосконалення DSM-5 та МКБ-11, розвиток спільної дослідницької бази для їхньої ревізії. Розробники DSM-5 хотіли зберегти чи навіть посилити узгодженість методології обох класифікацій.

### Наукові конференції ВООЗ та АПА
Між Всесвітньою організацією охорони здоров'я (ВООЗ) й Американською психіатричною асоціацією (АПА) було проведено 13 міжнародних наукових конференцій (2003—2008), присвячених вдосконаленню та розробці DSM-5, що стало причиною публікації монографій, які привертали увагу на критерії тощо. Монографія, написана експертами з ВООЗ й АПА, присвячена питанням психіатричної діагностики та класифікації в інших країнах. Інші монографії містили відомості про оцінку культуральних факторів та нозології, зокрема вплив на прояви депресії та тривоги. Також була написана класифікація психотичних розладів для західних й інших країн, соціально-культуральні фактори зі зв'язком із соматичними захворюваннями. Додатково, в рамках співробітництва конкретними групами, відповідальні за окремі нозології, були створені відповідні монографії.

## Структура
Довідник складається з 5 осей:
- Вісь 1 Клінічні розлади.
- Вісь 2 Розлади особистості, затримка психічного розвитку.
- Вісь 3 Загальні соматичні стани.
- Вісь 4 Психосоціальні і екзогенні проблеми.
- Вісь 5 Глобальна оцінка функціонування.